# Wendy Appleby
Wendy Appleby (30 aprile 1952) è un'ex tennista statunitense.

## Carriera
Nei tornei del Grande Slam ha ottenuto il suo miglior risultato raggiungendo i quarti di finale di doppio misto a Wimbledon nel 1971, in coppia con il connazionale Larry Collins.